# Kheneg Mayoum
Kheneg Mayoum là một đô thị thuộc tỉnh Skikda, Algérie. Dân số thời điểm năm 2002 là 4.382 người.